# Блед орел
Блед орел (Aquila rapax) е вид птица от семейство Ястребови (Accipitridae).

## Разпространение и местообитание
Разпространен е в Алжир, Ангола, Бенин, Ботсвана, Буркина Фасо, Бурунди, Габон, Гамбия, Гана, Гвинея-Бисау, Еритрея, Етиопия, Замбия, Зимбабве, Йемен, Индия, Иран, Камерун, Кения, Република Конго, Демократична република Конго, Кот д'Ивоар, Мавритания, Малави, Мали, Мароко, Мозамбик, Намибия, Непал, Нигер, Нигерия, Пакистан, Руанда, Саудитска Арабия, Свазиленд, Сенегал, Сомалия, Судан, Танзания, Того, Уганда, Централноафриканската република, Чад, Южен Судан и Южна Африка.